# Whiritoa
Whiritoa – miasto w Nowej Zelandii, na Wyspie Północnej, w regionie Waikato.